# Palesella
Palesella è una località (non è considerata frazione) del comune di Cerea. La frazione è lontana dal centro cittadino 4 km. La frazione sorge su un territorio delimitato dalla ferrovia Verona-Rovigo, da Via Ramedello, dalla SS 434 e dal fiume Lavino.

## La chiesa
La chiesa della Palesella è risalente al 1594 dedicata a San Paolo e a Sant'Eurosia. Tre capitelli, costellano il territorio della frazione:
- Madonna della Neve, situato in Via Cà del Lago
- Madonna Addolorata, in Via Cà Bianca
- Sant'Antonio abate, sito in Via Palesella scuole.

## Manifestazioni
- Sagra della frazione

Ultimo weekend di giugno